# Rancho Cacao
Rancho Cacao är en ort i Mexiko.   Den ligger i kommunen Santa María Chilchotla och delstaten Oaxaca, i den sydöstra delen av landet, 290 km sydost om huvudstaden Mexico City. Rancho Cacao ligger 284 meter över havet och antalet invånare är 246.
Terrängen runt Rancho Cacao är kuperad åt nordost, men åt sydväst är den bergig. Runt Rancho Cacao är det ganska tätbefolkat, med 86 invånare per kvadratkilometer. Närmaste större samhälle är Huautla de Jiménez, 17,6 km sydväst om Rancho Cacao. I omgivningarna runt Rancho Cacao växer i huvudsak städsegrön lövskog.